# تشاك دوبيوك
تشارلز بولتشر دوبيوك Charles Polcher Dubuque (2 يوليو 1932-13 فبراير 2020) كان لاعب كرة قدم كندي لعب لصالح نادي بي سي ليونز.  